# السياحة في سيدني

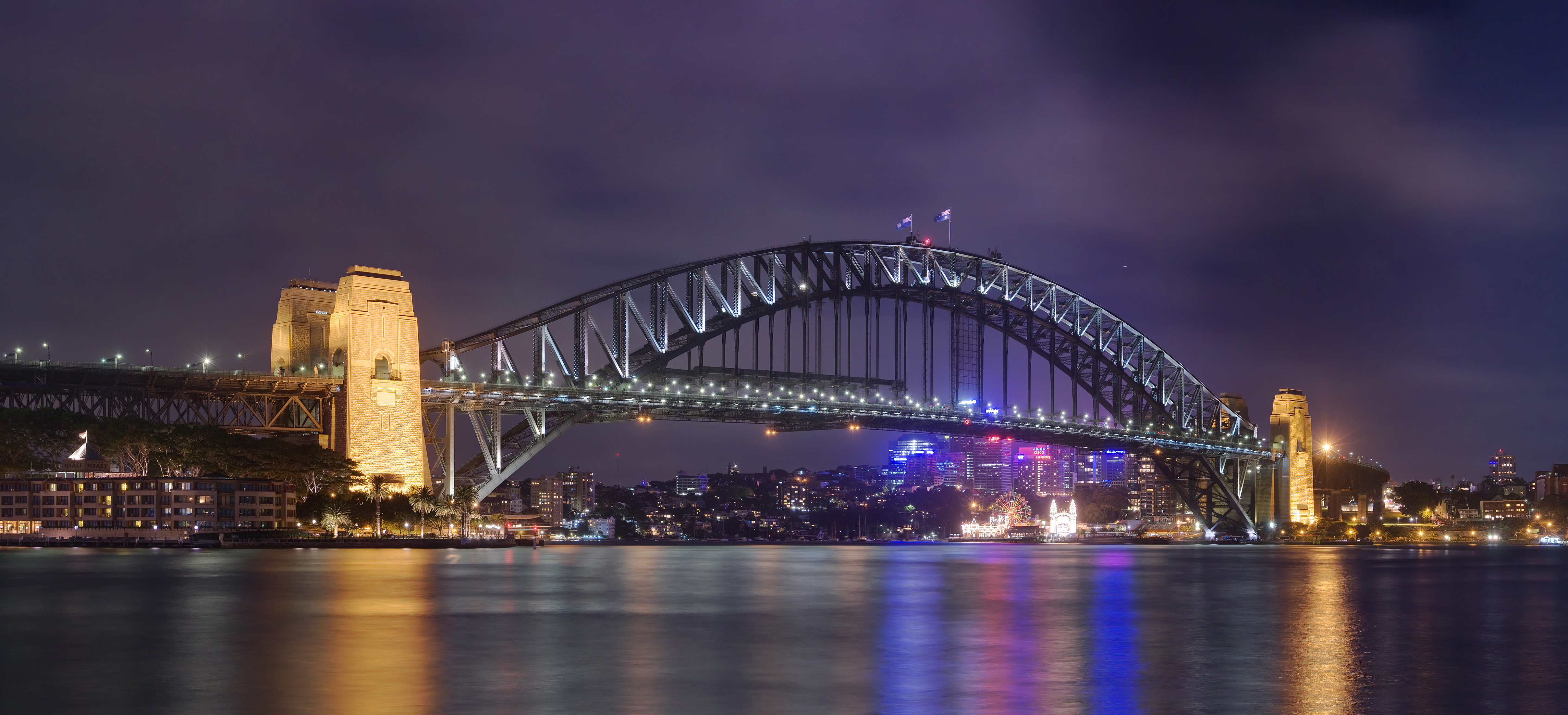
جسر ميناء سيدني

تشكل السياحة في سيدني جزءاً مهماً من اقتصاد المدينة الأسترالية، حيث استقبلت حوالي 7 ملايين زائر محلي و8.2 مليون زائر من مختلف مناطق العالم في ديسمبر نهاية عام 2010 ؛ مما أدى إلى وضعها في المرتبة ال42 في تصنيف المدن الأكثر زيارةً في العالم.

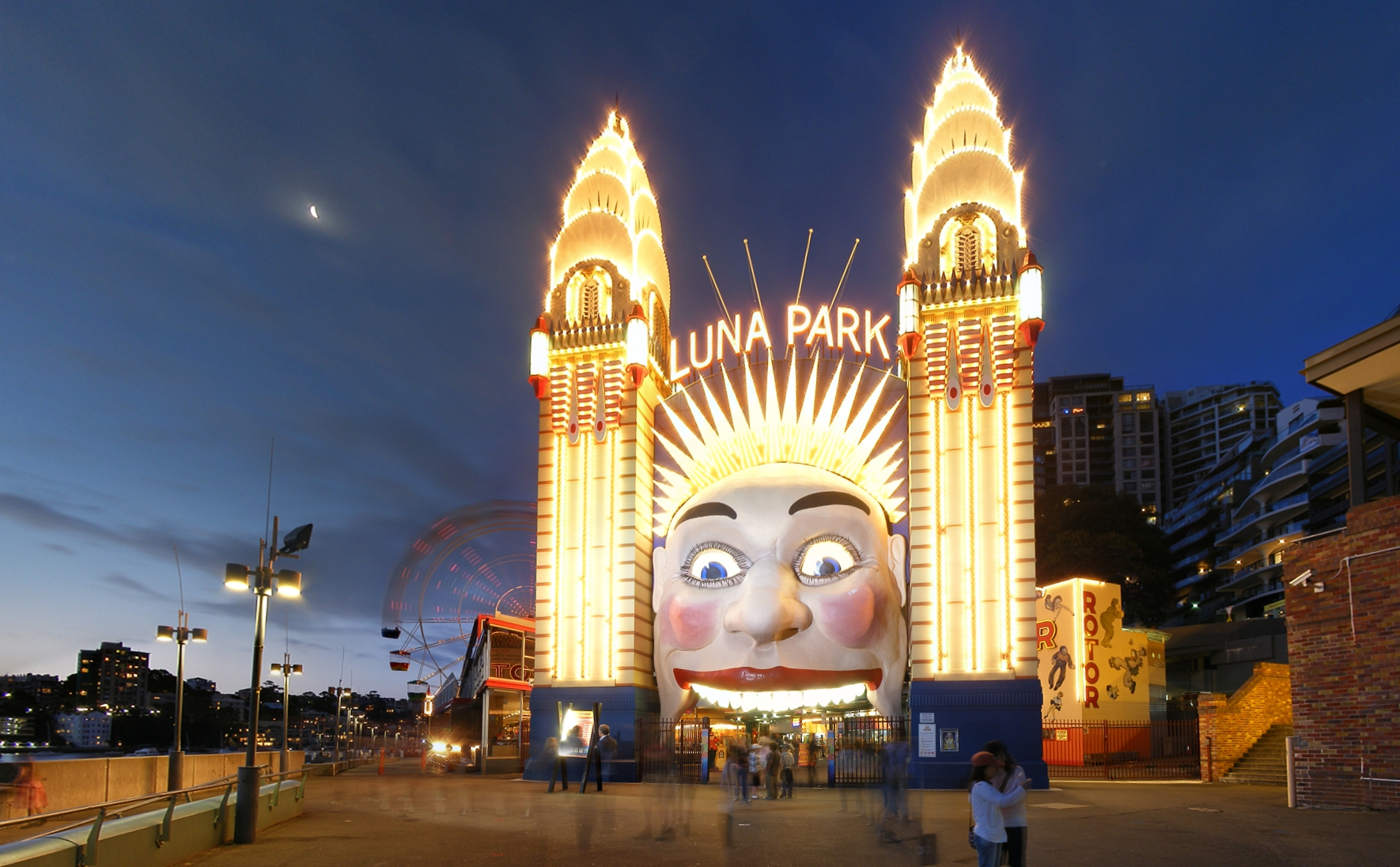
حديقة لونا في سيدني

تعتبر دار أوبرا سيدني، وجسر ميناء سيدني، من أشهر المعالم السياحية في المدينة بالإضافة إلى الأماكن الأخرى كمهرجان سيدني ماردي جراس سيدني ماردي جرا، والحدائق النباتية الملكية ، وحديقة لونا المفتتحة عام 1935 على ضفاف الميناء وتضم الألعاب الترفيهية، بالإضافة إلى الشواطئ وبرج سيدني .

## ترويج السياحة في سيدني
تعمل حكومة نيو ساوث ويلز على برنامجين مرتبطين بمدينة سيدني باعتبارهما جزءاَ من إستراتيجية السياحة في نيو ساوث ويلز:
سيدني الجديدة: تقوية وتعزيز الصورة العامة للمدينة وجاذبيتها.
زيارة سيدني: زيادة ترويج السياحة في المدينة كأحد الوجهات السياحية من خلال وحدة أعمال مخصصة ومكثفة داخل الوجهة (نيو ساوث ويلز).

### سيدني الجديدة
سيقوم رئيس حكومة نيو ساوث ويلز بقيادة مشروع سيدني الجديدة، تحت إشراف وزير السياحة واللجنة التوجيهية للمشروع، كما سيقوم فريق المشروع بتسليمه عند انتهاءه. ويترأس هذا المشروع المسؤول الرياضي جون أونيل.

## ميناء سيدني

جسر ميناء سيدني في رأس السنة

يعتبر ميناء جاكسون ميناءاَ طبيعياَ في سيدني، ويشتهر بجماله الطبيعي الخلاب وعلى وجه الخصوص موقعه القريب من دار الأوبرا في سيدني وجسر هاربور (الميناء). وتحتوي المنطقة المحيطة بشاطئ الميناء الأمامي على تجويف من الأدغال التي كانت منتشرة في جميع أنحاء سيدني، والتي تعيش فيها مجموعة مدهشة من الحيوانات المحلية.

### دار أوبرا سيدني

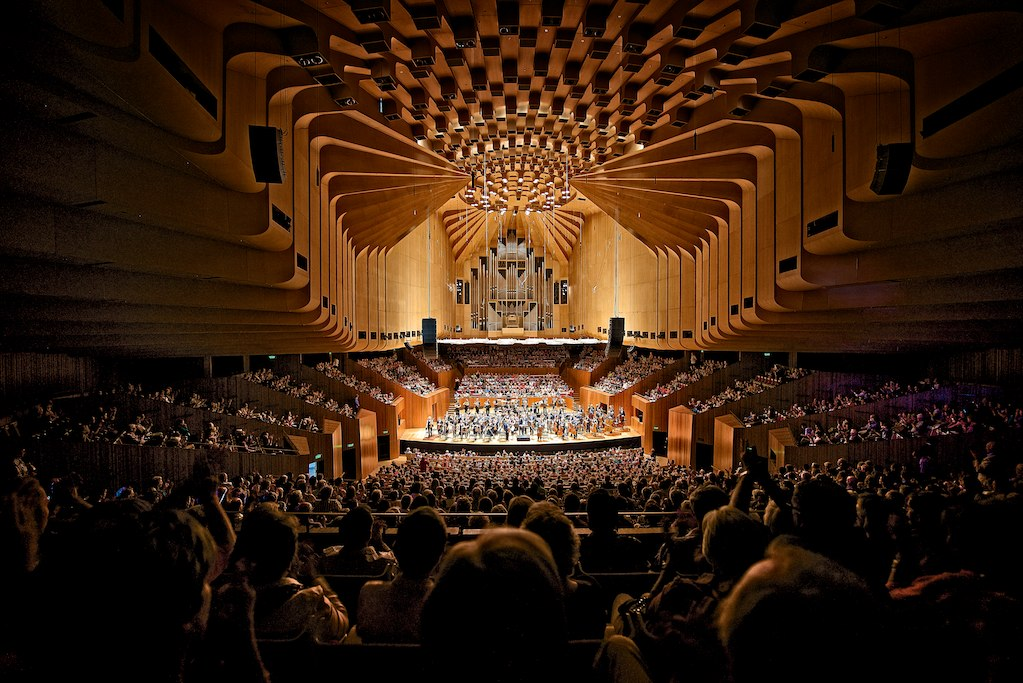
الاوكسترا السيمفونية في سيدني والتي تضم الموسيقي James Ehnes وهو يعزف مقطوعة العازف الشهير Stenhammar المعروفة ب"Excelsior!" والسيمفونية الخامسة لOverture وبيتر إليتش تشايكوفسكي على كمان Prokofiev Concerto في دار اوبرا سيدني

تعتبر دار أوبرا سيدني واحدة من أشهر مباني القرن العشرين وأميزها، وأحد المسارح الموسيقية الشهيرة في العالم. وتقع الدار في نقطة بينيلونج في ميناء سيدني، حيث تقابلها الحدائق من جهة الجنوب وعلى مقربة من جسر هاربور (الميناء) الشهير حيث يشكل البناء وما يحيط به صورة أسترالية مميزة.

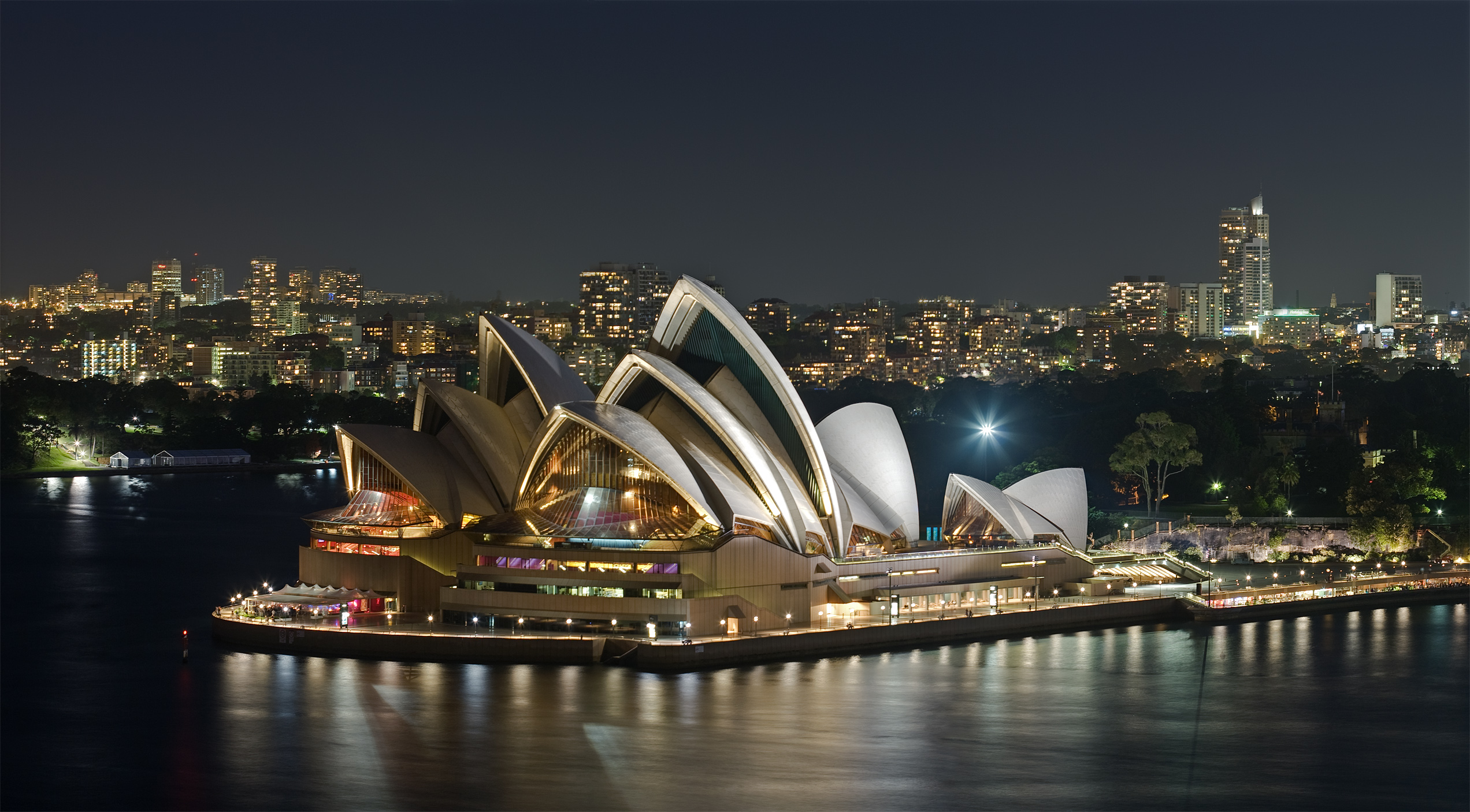
دار اوبرا سيدني

وقد أٌدرج المبنى في مسار الشعلة الأولمبية في عام 2000 لدورة الألعاب الأولمبية. كما استخدم كخلفية في بعض الفعاليات لدورة الألعاب الاولمبية في سيدني لعام 2000، بما في ذلك الثلاثي والذي بدأ في دار الأوبرا وفعاليات اليخوت على ميناء سيدني. وكانت السلبيات الخارجية طاغية على المحاسن الداخلية لدار الأوبرا؛ مما ترتب عليه تأثر سمعة الدار كمعلم للموسيقى والفنون.

### جسر هاربور (ميناء) سيدني
يعتبر جسر هاربورالمعبر الرئيسي لميناء سيدني الذي يحمل السكك الحديدية، والمركبات، وحركة المشاة بين منطقة سيدني التجارية المركزية (CBD) والشاطئ الشمالي . ومنظر الماء الذي يعبر تحت الجسر ممزوجاً بروعة دار اوبرا سيدني يشكلان معاً صورة أيقونية ورمزين سياحيين شهيرين لكل من سيدني وأستراليا. ويعتبر البرج الجنوبي الشرقي مكاناَ للمراقبة وللجذب السياحي لسنوات عديدة، حيث يوجد فيه عدداً من التلسكوبات والألعاب القديمة التي تُلعب باستخدام عملة البنسات، التي لم تعد تستخدم بعد فترة طويلة. وقد تم ترميم الصرح مؤخراَ، وعاد إلى دوره السياحي. يُعد جسر ميناء سيدني سادس أطول جسر قوسي في العالم بإجمالي طول 1149 متراً.

### جسر التسلق
منذ عام 1998، سهّل جسر التسلق للسياح صعود النصف الجنوبي من الجسر، حيث يتم توفير جولات التسلق طوال اليوم، من الفجر حتى المساء وتلغى فقط في حالات العواصف الكهربائية أو طاقة الرياح العالية. كما يتوفر أيضاً التسلق في الفترة المسائية، حيث يتم توفير ملابس واقية مناسبة للظروف الجوية السائدة للمتسلقين مع إعطائهم التوجيهات والتعليمات اللازمة قبل التسلق، ويتم تأمين المتسلقين القادمين إلى الجسر باستخدام سلك حبل السلامة خلال تسلقهم. ويبدأ كل تسلق من الجانب الشرقي من الجسر وينتهي صعوداَ إلى الأعلى. وفي القمة، يعبر الفريق إلى الجانب الغربي من القوس للنزول، وكل تجربة تسلق تستغرق حوالي ثلاث ساعات ونصف.

### القلاع التاريخية
تعتبر شواطئ هابور في سيدني موطناَ لعدد من المدافع ومستودعات الفحم بالإضافة إلى القلاع والتي يعتبر معظمها الآن تراثاَ في سيدني. ويعود تاريخ بعض هذه القلاع والحصون إلى عام 1871 حيث كانت جزءاً من نظام الدفاع لميناء سيدني والذي تم إنشاؤه لمواجهة أي هجوم بحري. كما يوجد في سيدني 4 حصون تاريخية تقع بين برادليز هيد وميدل هيد (Middle Head) على الجانب الشمالي من الميناء: حصون الميدل هيد، ومدفع جورجس هيد (Georges Head Battery) ومرتفعات جورج السفليةالتي تعتبر موقع للقائد وحصن صغير يقع في برادليز هيد. وشيّدت هذه القلاع من صخور رملية كبيرة كما أنها تتألف من عدد من الأنفاق والسراديب وغُرف تحت الأرض.

### خليج واتسونس

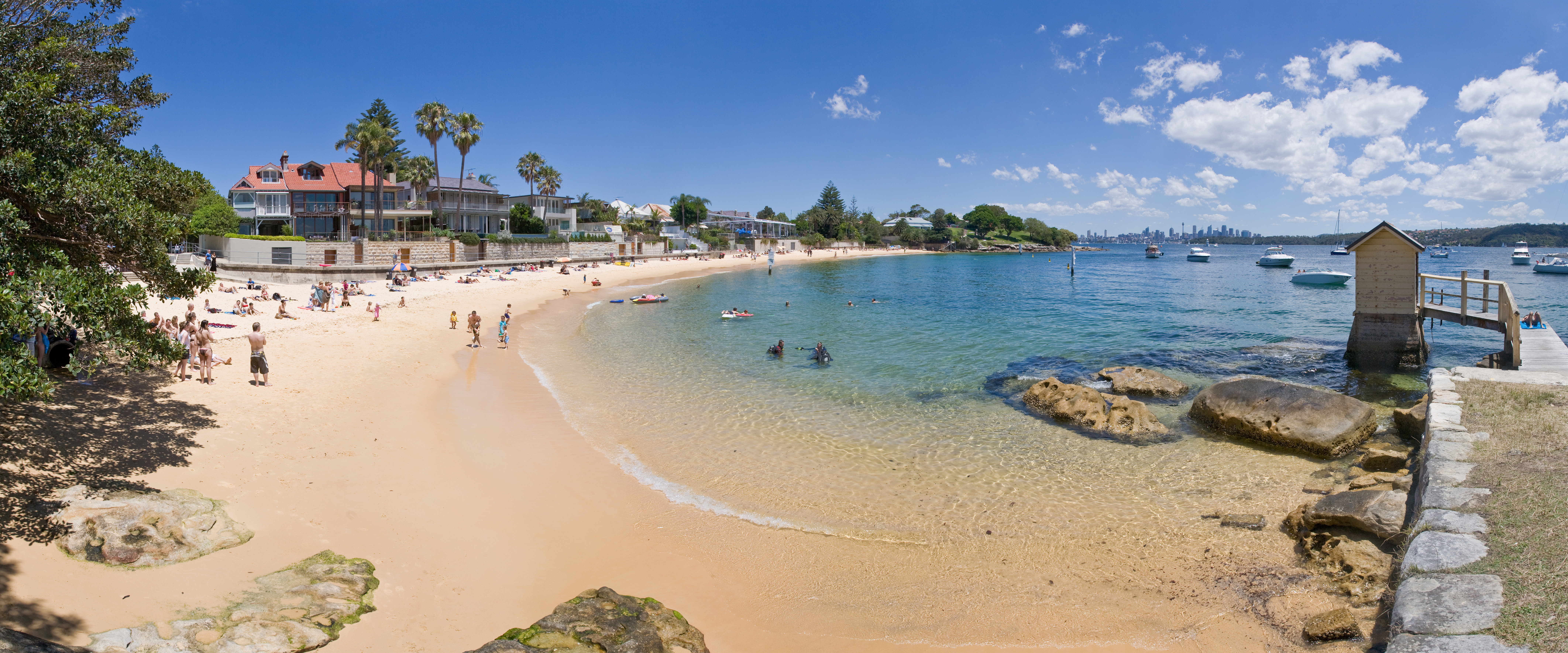
شاطي كامب كوف في خليج واتسون

يقع خليج واتسون في نهاية الجزيرة الجنوبية وقد أخذ اسمه من الخليج المحمي والمرسى على الجانب الغربي في ميناء جاكسون . ويطل الخليج على عدد من المناظر الجميلة عبر الميناء إلى مدينة سيدني وجسر هاربور (الميناء). ويعتبر موقع جاب جرفاَ للمحيط على الجانب الشرقي والذي يطل على مانلي ونورث هيد والمحيط الهادي.
ويعتبر خليج واتسون منطقة سكنية مع بعض المناطق والشواطئ الترفيهية، بما في ذلك شاطئ تعري قانوني. كما يوجد في الخليج بعض المطاعم والمقاهي وفندق خليج واتسون بالإضافة إلى مطعم دويلز الذي يقع على سواحل الشواطئ الأمامية من خليج واتسون والذي يعتبر واحداَ من أشهر مطاعم المأكولات البحرية في سيدني. وتقع قاعدة واتسون البحرية HMAS بالقرب من ساوث هيد (south Head).

## مدينة سيدني

### ذا روكس

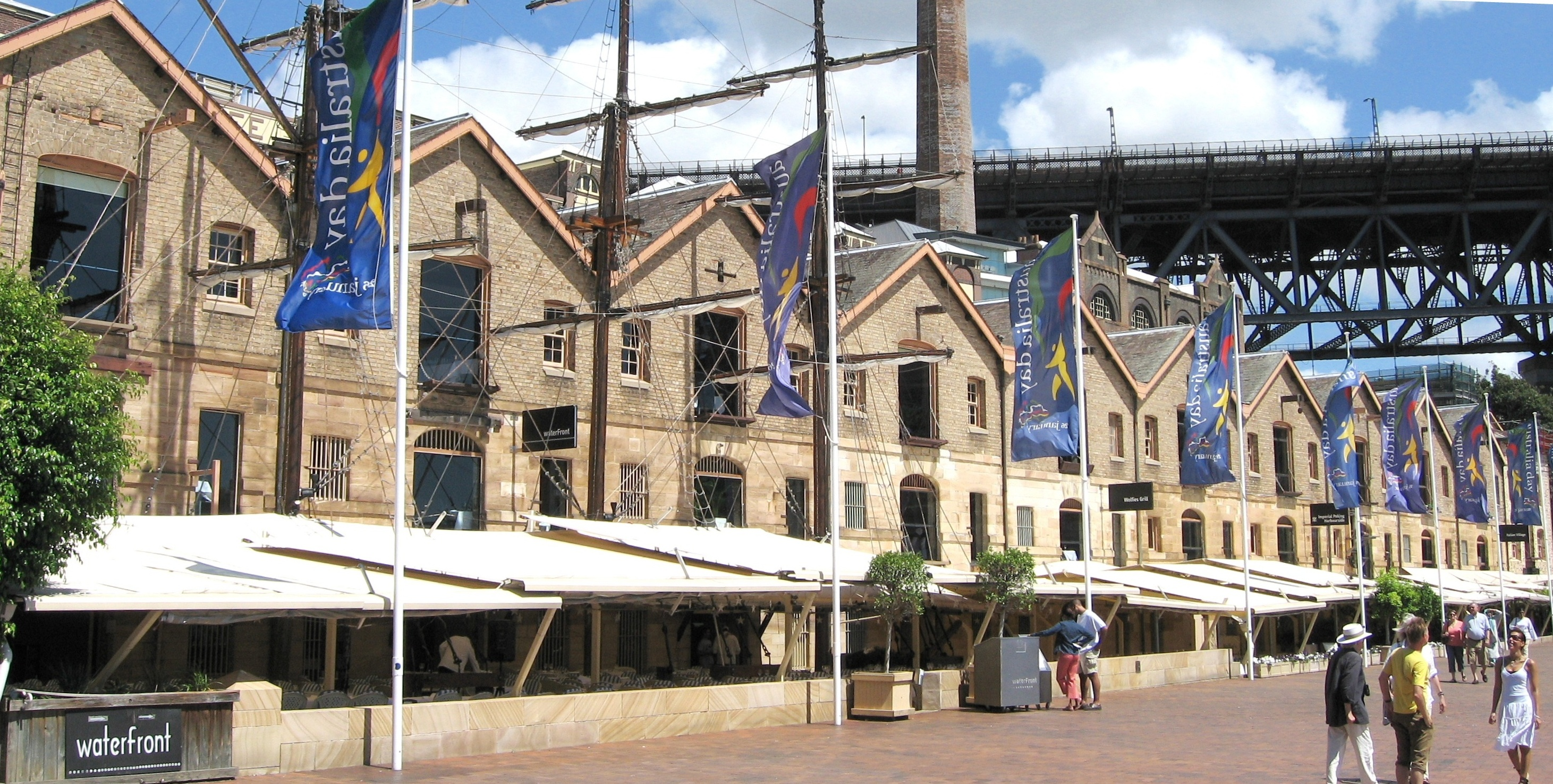
موقع ذا روكس في شواطئ ميناء سيدني

يعتبر موقع ذا روكس أحد الضواحي والأحياء المهمة داخل المدينة، كونه مكاناً سياحياً ومنطقة تاريخيةً في سيدني. حيث يقع على الساحل الجنوبي لميناء سيدني بالقرب من مركز المدينة حيث المكان الذي نشأت فيه سيدني واستقر فيه الناس لأول مرة عام 1788م. والموقع الاستراتيجي الذي يتميز به وقربه من رصيف الميناء، بالإضافة إلى منظر جسر الميناء الخلاب فضلاً عن الطبيعة التاريخية للعديد من المباني؛ جعل منه موقعاً سياحياً مشهوراً جداً لدى السياح. ويضم الموقع السياحي مجموعةً متنوعةً من محلات بيع التذكارات والحرف اليدوية، والعديد من الحانات والخمارات التاريخية، ويفتح سوق ذا روكس في نهاية كل أسبوع ويضم حوالي 100 من الأكشاك. ويوجد في الموقع العديد من المناحي والمماشي التاريخية التي يمكن من خلالها التجول وزيارة المباني التاريخية مثل كوخ كادمان (Cadman's Cottage)، ومرصد سيدني، ومدفع دوز بوينت (Dawes Point Battery)، وهو أول موقع محصن في نيو ساوث ويلز.

### برج سيدني

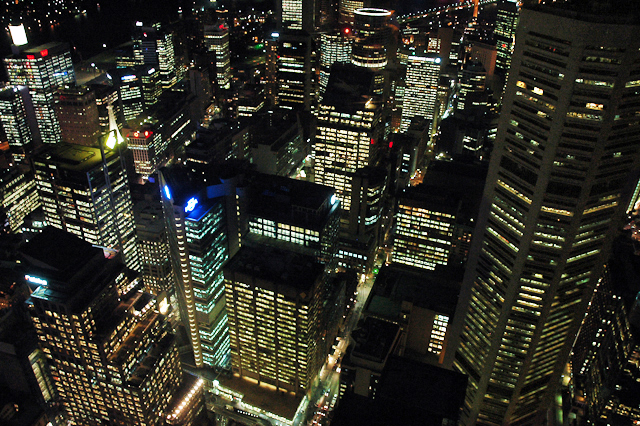
منظر مركز مدينة سيدني من برج سيدني ليلاً

يعتبر برج سيدني أطول بناءاَ في المدينة والثاني في أستراليا بعد مبنى Q1 في جولد كوست الذي يعتبر الأطول في أستراليا. ويعتبر كذلك ثاني أطول برج للمراقبة في هايمسفير الجنوبية بعد أوكلاند سكاي تاور في نيوزيلاندا _أوكلاند_ على الرغم من أن برج سيدني للمراقبة أطول من سكاي تاور بما يقارب 50 متراً. ويندرج برج سيدني ضمن قائمة الاتحاد العالمي للأبراج الشاهقة. ويُعرف البرج عند السكان المحليين ببرج سنتربوينت؛ وذلك لأنه يُعدُ جزءاً من مركز التسوق.
يعد برج سكاي ووك سيدني، أو سكاي ووك فقط أحد الأبراج المفتوحة التي تحيط ببرج سيدني والتي تتكون من طوابق زجاجية ذات منصة دائرية متحركة، ويبلغ ارتفاعه حوالي 260M فوق مستوى سطح الأرض. وتمتد المنصة المتحركة من على حافة الهيكل الرئيسي لبرج سيدني، وهذه الميزة تجعل البرج ذا جاذبية وشهرة مضاعفة مقارنة ببرج التسلق الذي يتميز بخاصية السير على الأقدام إلى قمة جسر ميناء سيدني. وعلى الرغم من أن اتجاه أفق البحر يبعد عن المنصة بحوالي 58 كيلومتراً، إلا أنه من المزايا الداخلية إمكانية رؤية الجبال الزرقاء من مسافات بعيدة.

### ميناء دارلينج
كان ميناء دارلينج عبارة عن رصيف لميناء صناعي وتم إعادة تطويره إلى ميناء سياحي كبير في عام 1988، والذي يعد مصدراً لعدد من المرافق العامة والجذب السياحي، بما في ذلك:

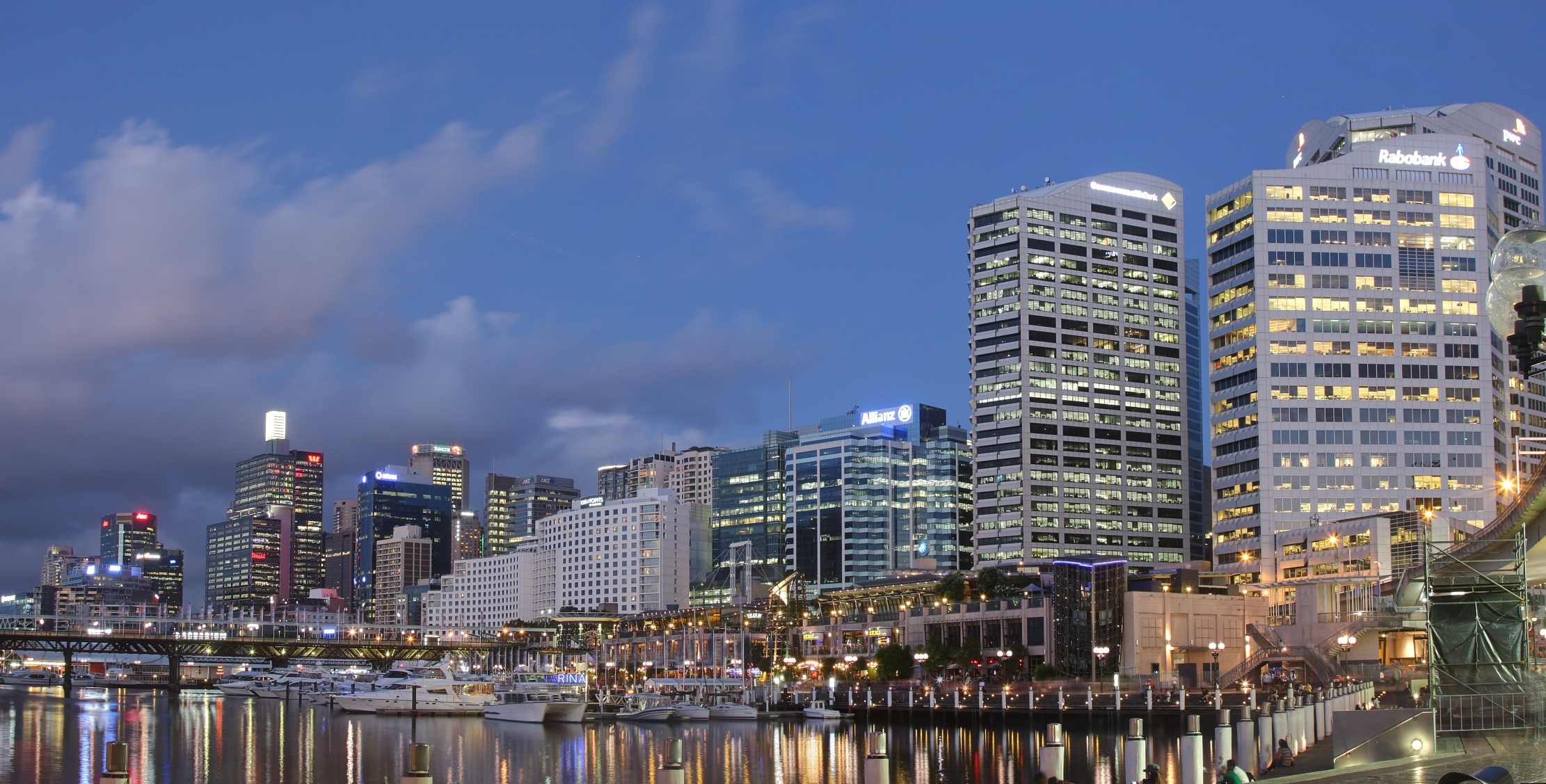
ميناء دارلينج من جهة الشمال الشرقي

- مركز سيدني للترفيه.
- حديقة سيدني الصينية[الإنجليزية].
- حديقة تمبالونج.
- مركز سيدني للمؤتمرات والمعارض[الإنجليزية].
- المتحف الاسترالي البحري الوطني (يضم سفن المتحف[الإنجليزية] بما في ذلك سفينة Vampire HMAS[الإنجليزية]).
- كازينو ستار[الإنجليزية].
- المربى المائي (حوض الأسماك) سيدني[الإنجليزية].
- مسرح آيماكس.
- عالم الحياة البرية[الإنجليزية].

وتم إدراج منطقة ميناء دارلينج إلى اتفاقية التنوع البيولوجي وذلك عن طريق جسر بيرمونت.

### منطقة كينجز كروس

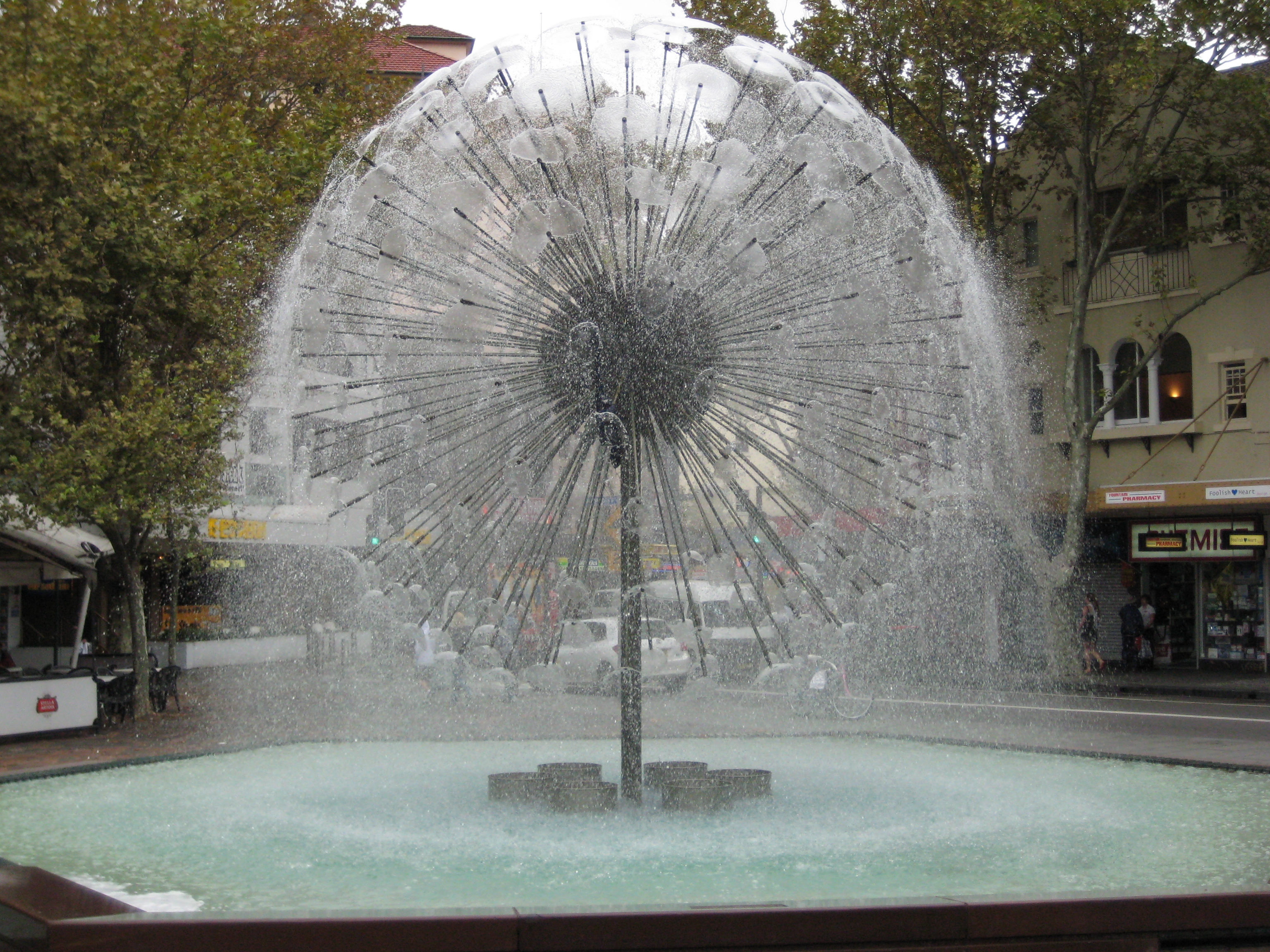
نافورة الإلامين

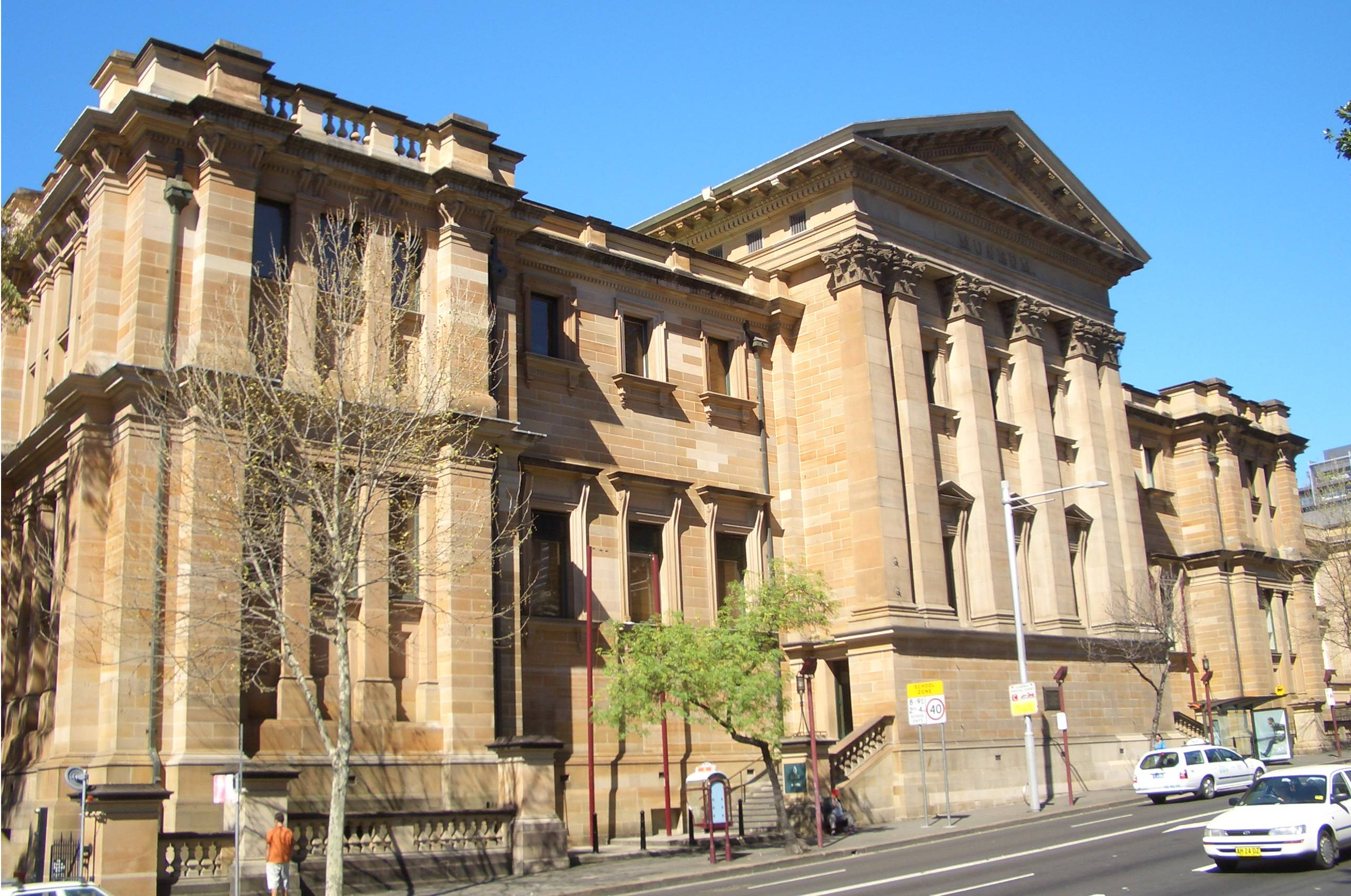
المتحف الاسترالي

تعد منطقة كينجز كروس منطقة ذات سمعة سيئة في أستراليا، حيث أنها تعتبر النسخة الأسترالية لمنطقة كينجز كروس في لندن والتي تُعرف بأنها حياً يمارس فيه بعض مظاهر الدعارة ويحتوي على عدد من نوادي التعري بالإضافة إلى حانات النساء على امتداد طريق دارلينج هرست، على الرغم من أن التركيبة السكانية قد تغيرت في السنوات الأخيرة، وتطور المنطقة أدى إلى وقوع تعارض بين العناصر الجديدة والقديمة.
وتشتهر منطقة كينجز كروس أيضا بعلامات النيون والملصقات الإعلانية وأشهرها كوكا كولا. وغالبا ما تُنسب المنطقة إلى كروس (الصليب).
وكانت منطقة كينجز كروس تعتبر مركز البوهيمي لمدينة سيدني منذ العقود الأولى من القرن 20، ولكن نظرا لقربها من منطقة لرسو السفن البحرية في جزيرة جاردن إلا أنها أصبحت بمثابة الجذب السياحي والترفيه الرئيسي للمدينة، بالإضافة إلى كونها منطقة الضوء الأحمر. وارتباط المخدرات والجرائم مع هذه التجارة أدى إلى جعل منطقة كينجز كروس تحقق مستوى عال من الشهرة.

### المتاحف
تعد سيدني مكاناَ لعدد من المتاحف الأسترالية، ويعتبر المتحف الأسترالي أحد المتاحف الموجودة في مدينة سيدني وأقدمها، والذي يشتهر خصيصاَ في مجالات التاريخ الطبيعي والأنثروبولوجيا (علم الإنسان). ويقع متحف سيدني في المقر الأول لحكومة في أستراليا، ويوجد فيه معارض دائمة ومؤقتة تسلط الضوء على تاريخ المدينة وتراثها. ويتخصص متحف باور هاوس في التكنولوجيا والعلوم، وتشمل معروضاته أقدم محرك بخاري في العالم الذي يعمل بشكل دوري ولا يزال يعمل حتى هذا الوقت ويستخدم في بعض العمليات. ويركز المتحف البحري الوطني الأسترالي على تاريخ الملاحة البحرية في أستراليا. كما يقع متحف الفن المعاصر في رصيف التعميم، والذي خضع مؤخرا لتوسيع وقدره 58 مليون.

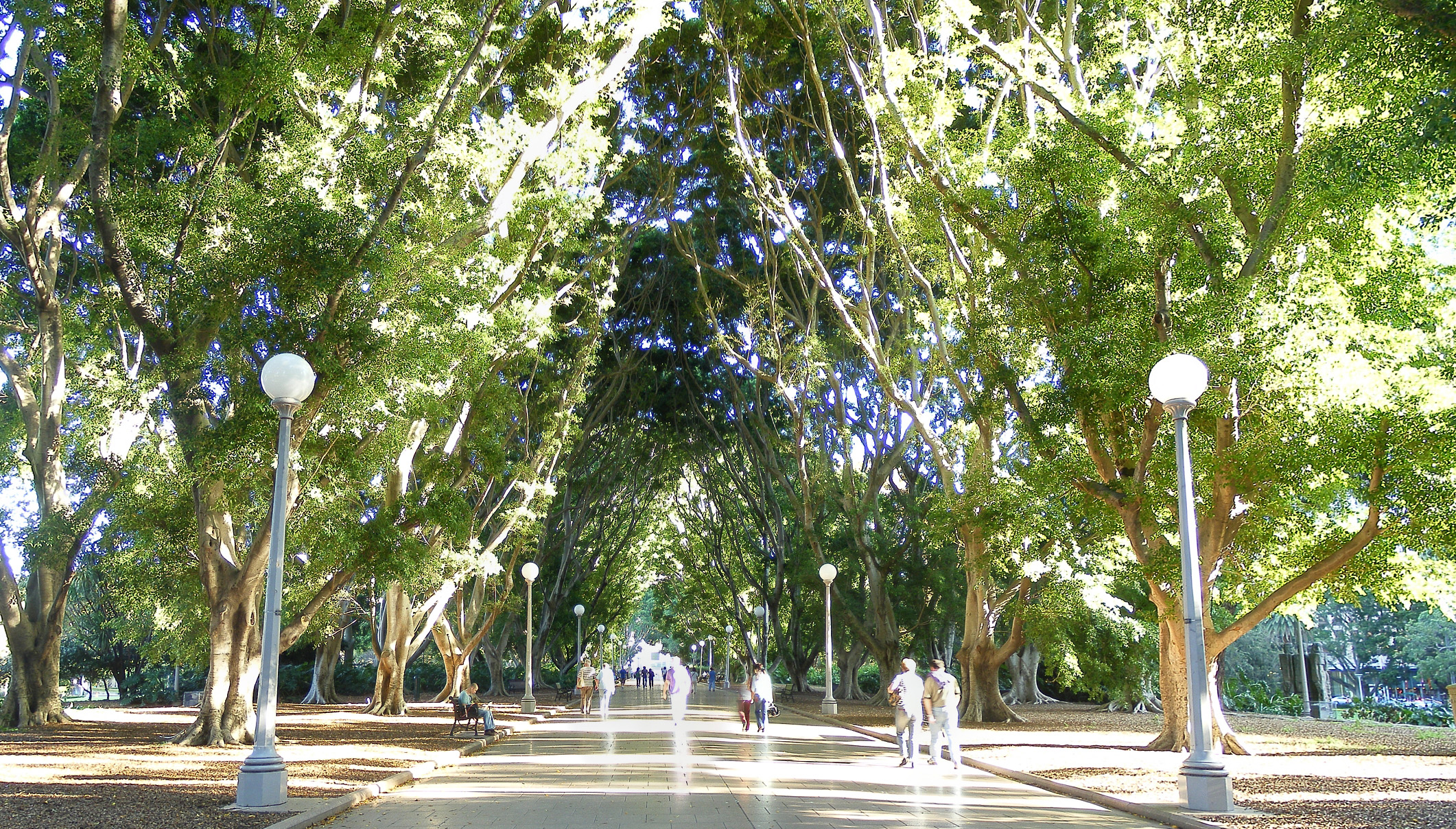
شجرة التين المصطفة في حديقة هايد بارك

### حدائق المدينة
تحتوي حديقة هايد بارك على عدد من الحدائق النظيفة والمرتبة، وخليط من أشجار خليج مورتون، والنخيل، وعدد من الأنواع الأخرى والتي يصل عددها تقريباً إلى 580 شجرة. وتشتهر بشجرة التين الخلابة التي تزيِن جوانب الطرقات والتي تعتبر جنة وسط العالم التجاري للمدينة. ويوجد في الطرف الجنوبي من الحديقة نصباَ تذكارياَ لحرب ANZAC ونصباَ آخر يتكون من مدفع يبلغ طوله 104 مم مأخوذ من السفينة الحربية German light SMS Emden.
وتعتبر الحدائق النباتية الملكية أكبر ثلاث حدائق نباتية رئيسية مفتوحة للناس في سيدني حيث أن الدخول مجاني ومفتوح للناس في كل يوم من أيام السنة.

## الحياة البرية

### حديقة الحيوانات تارونجا

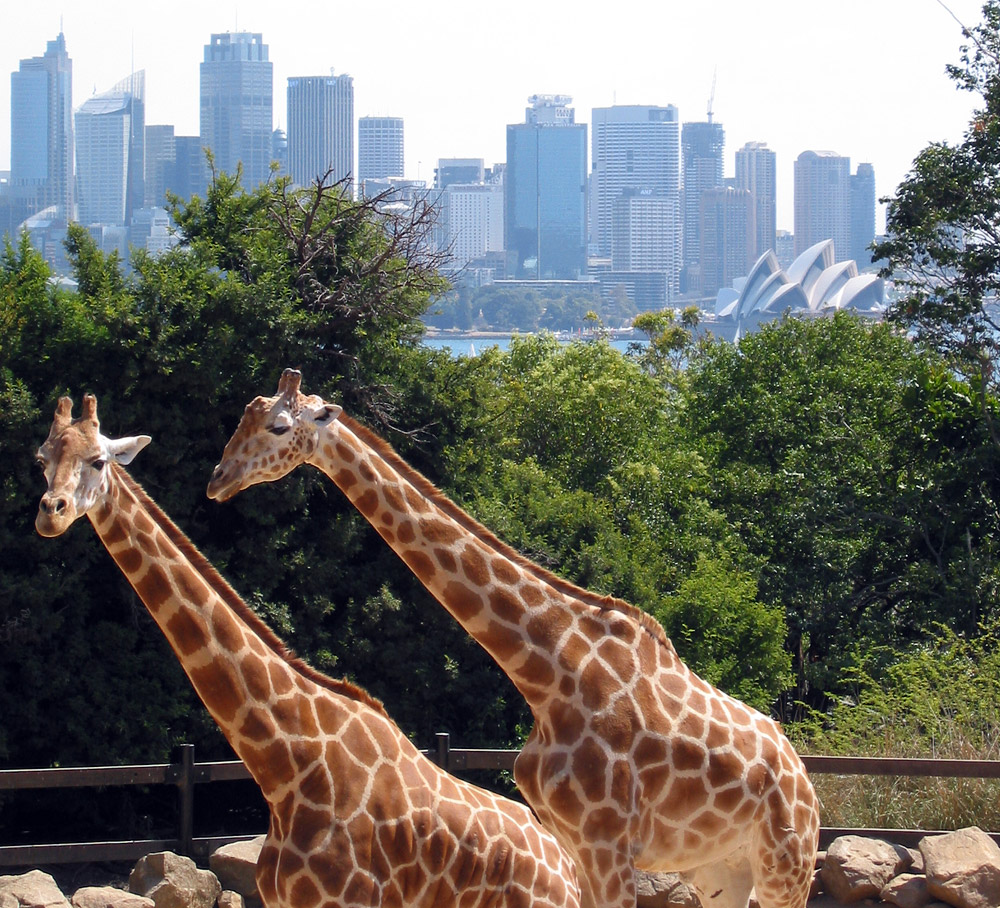
الزرافات في حديقة الحيوانات تارونجا ، واحدة من أكبر حدائق الحيوانات العامة في العالم.

تعتبر تارونجا حديقة الحيوانات التابعة لمدينة سيدني، وتم افتتاحها رسمياً في 7 أكتوبر 1916. حيث تقع الحديقة على شواطئ ميناء سيدني في موسمان. وترتبط حديقة الحيوانات تارونجا بحديقة الحيوانات دوبو وسترن بلينز من حيث برامج التربية. وتعتبر حديقة الحيوانات تارونجا موطناَ لأكثر من 2600 حيوان على 28.7 هكتار، مما يجعلها واحدة من أكبر حدائق الحيوانات من نوعها. وتنقسم الحديقة إلى 8 مناطق جغرافية حيوانية مع العديد من الأجنحة الداخلية والمعارض الخارجية. وتحتوي تارونجا على نحو 340 نواعاً مختلفاً من الحيوانات والذين يعيشون في مجموعة كبيرة ومتنوعة من المناطق الجغرافية الحيوانية المعروضة.

### عالم الحياة البرية في سيدني
يعتبر عالم الحياة البرية في سيدني حديقةً للحيوانات وذلك وفقاً لاتفاقية التنوع البيولوجي لسيدني، وافتتح رسميا في سبتمبر 2006. حيث يقع على شواطئ ميناء دارلينغ ويرتبط بحوض الأسماك أو المربى المائي في سيدني. ويعتبر عالم الحياة البرية مكاناً مميزاً، كونه مغلقاَ تماماً ومزوداَ بنظام التكييف. كما تتميز حديقة الحيوان الداخلية باحتوائها على ممشى بطول كيلومتر واحد الذي يمر عبر 7000 متر مربع من الأسوار والتي تحتوي على حوالي 6000 حيوان محلي .

### مشاهدة الحيتان
يعد ساحل سيدني جزءاَ من مسار الهجرة السنوية ل«مجموعة الحيتان المحدبة الخمس» من القطب الجنوبي إلى بحر كورال. حيث يمكن رؤيتها من منتصف مايو إلى بدايات شهر ديسمبر في مياه الساحل وفي مناسبات نادرة عند السباحة في ميناء سيدني. ويمكن مشاهدة الحيتان من أي قمة منحدر أو نقطة مراقبة، ولكن هناك مواقع المتطوعين في نورث هيد وكيب سولندر في خليج بوتاني، وعدد من قوارب مشاهدة الحيتان التي تقدم جولات تندرج ضمن اتفاقية سيدني للتنوع البيولوجي .

## ضواحي سيدني والرحلات اليومية

### شاطئ بوندي

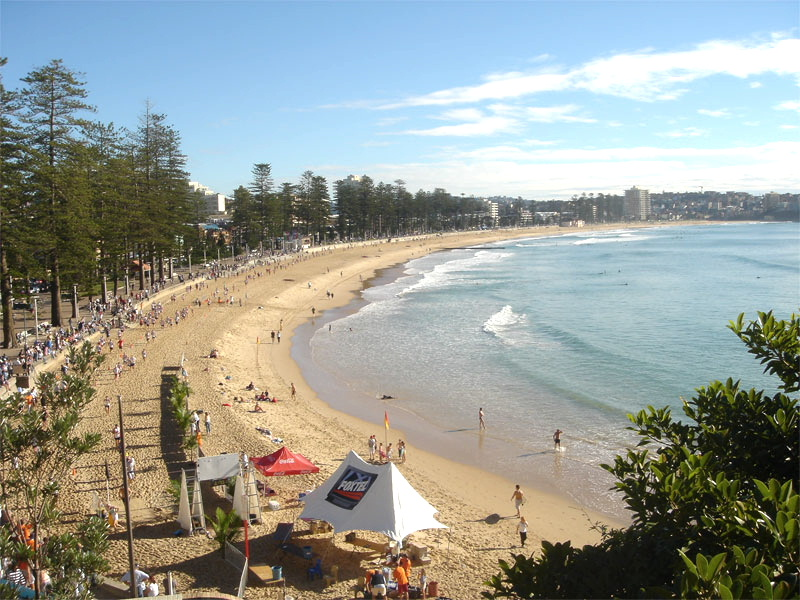
شاطئ مانلي

يجذب الشاطئ أكثر من 2.4 مليون زائر سنوياً على مدار العام  مع العديد من السياح الايرلنديين والبريطانيين الذين يقضون هناك يوم عيد الميلاد (الكريسماس). ويتميز شاطئ بوندي باحتوائه على العديد من المقاهي، والمطاعم والفنادق المشهورة، ومنها ما يطل على بعض المناظر الخلابة للشاطئ والرؤوس المحيطة بها. ويبلغ طول الشاطئ نفسه كيلومتراً واحدً تقريباً.

### شاطئ مانلي
يعد شاطئ مانلي من الشواطئ المعروفة التي تقع في الطرف الجنوبي من الشواطئ الشمالية في سيدني. ويمكن الوصول إلى شاطئ مانلي عبر مسافة 30 دقيقة من المدينة عن طريق عبارات سيدني؛ وهذا ما يجعله شعبياً لدى السياح، ومستضيفاَ لعدد من فعاليات ركوب الأمواج العالمية.

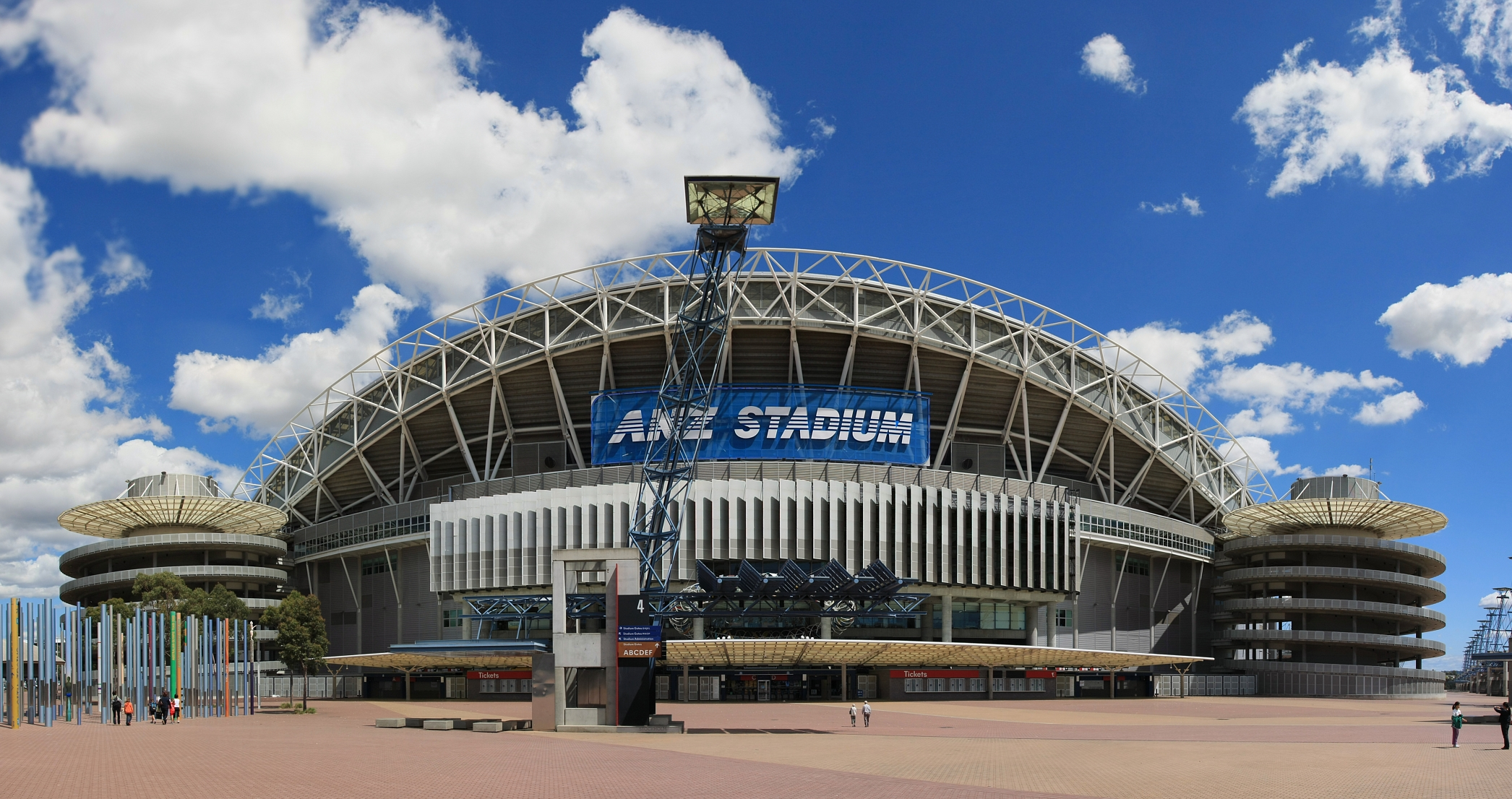
ستاد ANZ ، سيدني اولومبيك بارك

### سيدني اولومبيك بارك
يقع موقع سيدني اولمبيك بارك الذي تبلغ مساحته 640 هكتار بالقرب من ضاحية هومبوش باي، نيو ساوث ويلز، أستراليا. وتم بناؤه لدورة الألعاب الاولمبية عام 2000 ، واستمر استخدامه لفعاليات رياضية وثقافية، بما في ذلك عرض عيد الفصح  الملكي في سيدني ، ومهرجان سيدني، وكذلك المهرجان الموسيقي بج داي اوت، وعدد من المباريات الرياضية العالمية. ويتم تزويد الحديقة بالخدمات من محطة سكة حديد اولمبيك بارك كما يوجد أيضا خدمات منتظمة للرصيف القريب والتي تعمل من نقاط مختلفة في جميع أنحاء ميناء سيدني.

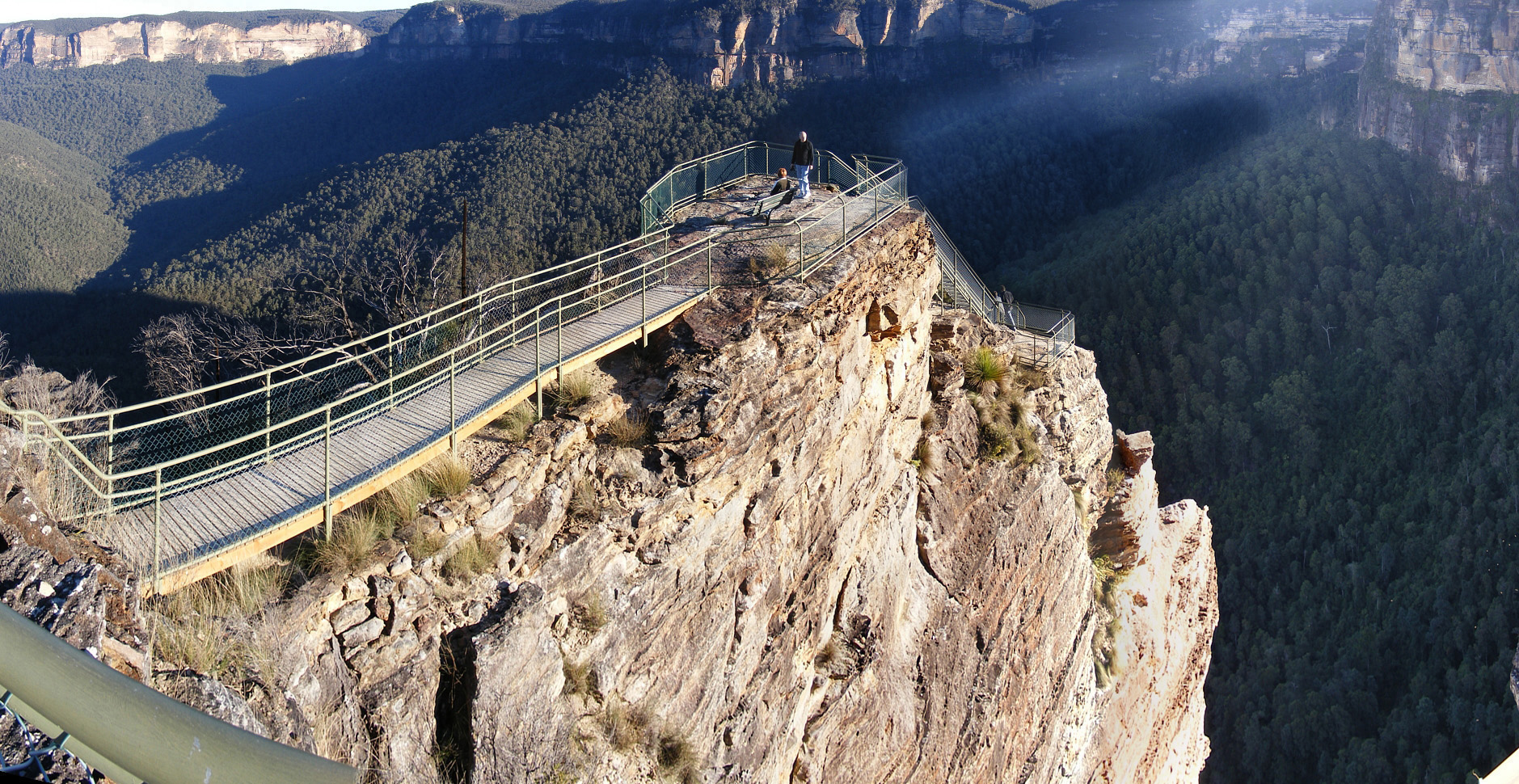
منبر روك في كابرتي فالي.

### حديقة بلو ماومنتينس
تعتبر حديقة بلوماونتينس الوطنية واحدة من الحدائق الأكثر شهرة في أستراليا. ويمكن لغالبية السياح الذين يزورون الحديقة رؤية الحديقة الوطنية عن طريق واحدة من نقاط المراقبة بين وينتورث فولز وبلاكهث والعديد من هذه النقاط لا تعد جزءاً من الحديقة.
على الرغم من هذا، فإن هناك العديد من الأنشطة للزائر، منها جولات قصيرة إلى أماكن للمراقبة مثيرةً للإعجاب فوق الجرف والشلالات القريبة من الحديقة. وكذلك جولات ليلية تسمح للسياح والزوار الوصول إلى بعض المناطق النائية من الحديقة. بالإضافة إلى بعض الأنشطة المعروفة الأخرى والتي تشمل رياضة التجديف والمغامرات الجبلية وركوب الدراجات في الجبال.

## الوصلات الخارجية
- Sydney - Official Tourism Site
- Sydney - Tourism Australia
- Sydney Travel Blogs
- List of Sydney Museums and Galleries